# Карпіо (Північна Дакота)
Карпіо (англ. Carpio) — місто (англ. city) в США, в окрузі Ворд штату Північна Дакота. Населення — 144 особи (2020).

## Географія
Карпіо розташоване за координатами 48°26′35″ пн. ш. 101°42′55″ зх. д. / 48.44306° пн. ш. 101.71528° зх. д. (48.443098, -101.715317).  За даними Бюро перепису населення США в 2010 році місто мало площу 1,52 км², уся площа — суходіл. В 2017 році площа становила 1,64 км², уся площа — суходіл.

## Демографія
Згідно з переписом 2010 року, у місті мешкало 157 осіб у 71 домогосподарстві у складі 40 родин. Густота населення становила 103 особи/км².  Було 83 помешкання (54/км²).
Расовий склад населення:
| - 99,4 % — білих - 0,6 % — корінних американців |

До двох чи більше рас належало 0,0 %. Частка іспаномовних становила 0,0 % від усіх жителів.
За віковим діапазоном населення розподілялося таким чином: 21,7 % — особи молодші 18 років, 57,3 % — особи у віці 18—64 років, 21,0 % — особи у віці 65 років та старші. Медіана віку мешканця становила 43,5 року. На 100 осіб жіночої статі у місті припадало 130,9 чоловіків;  на 100 жінок у віці від 18 років та старших — 115,8 чоловіків також старших 18 років.
Середній дохід на одне домашнє господарство  становив 80 849 доларів США (медіана — 50 250), а середній дохід на одну сім'ю — 101 208 доларів (медіана — 52 083). Медіана доходів становила 45 000 доларів для чоловіків та 41 875 доларів для жінок. За межею бідності перебувало 10,2 % осіб, у тому числі 14,9 % дітей у віці до 18 років та 5,9 % осіб у віці 65 років та старших.
Цивільне працевлаштоване населення становило 66 осіб. Основні галузі зайнятості: роздрібна торгівля — 19,7 %, сільське господарство, лісництво, риболовля — 16,7 %, науковці, спеціалісти, менеджери — 15,2 %.